# Catucaba anaterrae
Catucaba anaterrae là một loài tò vò trong họ Ichneumonidae.